# Рикарти, Джордж
Джо́рдж Аугу́сто Рика́рти (англ.  и исп. George Augusto Ricaurte, [rɪˈkɑrti]) — американский учёный, профессор неврологии, известный своими исследованиями нейротоксичности амфетаминов и экспертными заключениями по ним. К началу 2000-х годов считался главным специалистом по нейротоксичности MDMA в мире, но в 2003 году оказался центральной фигурой сильного скандала, когда его лаборатория была вынуждена из-за обнаруженной ошибки отозвать несколько работ, в том числе широко разрекламированную ранее статью о дофаминергической нейротоксичности MDMA, опубликованную в журнале Science. Скандал нанёс репутации Рикарти существенный урон.

## Биография
Родился в 1953 году в Эквадоре и свободно владеет испанским языком.
Ученик С. Р. Шустера и Льюиса Сейдена (англ. C. R. Schuster, Lewis Seiden), открыл вместе с ними в 1985 году нейротоксичность MDA, аналога MDMA, что сыграло серьёзную роль в запрете последнего:562. Получил степень доктора медицины в Северо-западном университете (1981) и степень доктора философии в Чикагском университете (1979).
К началу 2000-х годов был признанным специалистом по исследованию нейротоксичности, в частности, MDMA (полусинтетическое психоактивное соединение амфетаминового ряда, относящееся к группе фенилэтиламинов, широко известное под сленговым названием таблетированной формы э́кстази); выстроил одну из самых известных и хорошо финансируемых лабораторий по нейротоксичности, занимавшуюся в основном вопросами MDMA:563, которую возглавляет по сей день (2016). Его жена — Уна Макканн (англ. Una McCann) — также является специалистом по нейронаукам и они иногда работают вместе.
Рикарти работает в школе медицины Джонса Хопкинса в отделении неврологии. Его исследования направлены на изучение болезни Паркинсона и других двигательных расстройств, в частности, влияние MDMA и других амфетаминов на дофаминовые нейроны и, соответственно, развитие болезни Паркинсона.

### Скандал со статьёй в Science
Статья «Сильный нейротоксический эффект в отношении дофаминергических нейронов у приматов, вызванный обычной рекреационной дозировкой MDMA (экстази)» (англ. Severe Dopaminergic Neurotoxicity in Primates after a Single Recreational Dose Regime of MDMA (Ecstasy)) авторства Джорджа Рикарти с сотрудниками вышла в журнале Science в 2002 году и её результаты были широко разрекламированы в прессе, составив часть наркотической моральной паники 2000—2002 годов, вызванной распространением экстази в США, — статья оценивается как самая известная научная работа о вреде MDMA и экстази:410—411, 413. Основным результатом статьи было утверждение, что даже одна доза MDMA, сравнимая с обычной рекреационной, может вызвать сильное повреждение дофаминовых нейронов головного мозга у приматов; делался вывод, что такое повреждение вызывает болезнь Паркинсона у людей. Через год статья (и ещё несколько исследований) была отозвана, так как оказалось, что вместо MDMA исследованным обезьянам вводили метамфетамин в окололетальных дозах. Это вызвало большой скандал, разрушивший репутацию Рикарти как эксперта —  Фрейе называет его «Тёмным Принцем сомнительной науки» (англ. Dark Prince of suspect science). Критики обвинили его в политической ангажированности и желании в соответствии с ожиданиями грантодателя — американского Национального института по проблемам злоупотребления наркотиками — систематически завышать вред MDMA. Скандал привёл к широкой переоценке утверждений о вреде MDMA и экстази.